# Ngemsibo
Ngemsibo  est une localité du Cameroun, située dans l'arrondissement de Belo, le département du Boyo et la région du Nord-Ouest. C'est l’un des 29 villages de la commune de Belo créée en 1993 (Belo Rural Council, à l'origine).

## Démographie
Lors du recensement de 2005, on a dénombré 538 habitants à Ngemsibo.

## Quelques problèmes et besoins identifiés
Les principaux problèmes et besoins du village de Ngemsibo sont :
1. Dans l'éducation de base : Manque d'école maternelle gouvernementale et manque de salles de classe ;
2. Dans l'eau et l'énergie : Manque de système d'approvisionnement en eau et absence d'alimentation électrique ;
3. En santé publique : absence d'établissement de santé gouvernemental ;
4. Dans les secteurs de l'élevage, de la pêche et des animaux : absence de poste vétérinaire ;
5. Dans la foresterie et la faune : Abattage incontrôlé d'arbres et empiètement dans les zones réservées par les voisins ;
6. Dans le tourisme : les sites touristiques non développés ;
7. Dans la culture : pratiques culturelles odieuses comme la succession matrilinéaire ;
8. Dans l'eau et l'énergie : Manque de système d'approvisionnement en eau et absence d'alimentation électrique ;
9. En santé publique : absence d'établissement de santé gouvernemental ;
10. Dans l'élevage, la pêche et les industries animales : Manque d'initiative et de compétences techniques sur la façon d'améliorer les pâturages pour le bétail (cela affecte en particulier l'élevage bovin Mbororos) ;
11. Dans la foresterie et la faune : Abattage incontrôlé d'arbres, empiétement dans les zones réservées par les voisins et manque de poste de la foresterie.